# Yaúca
António Fernandes plus connu sous le nom de Yaúca ou Iaúca, est un footballeur portugais né le 18 juin 1935 à Benguela.

## Carrière

### En tant que joueur
- 1957-1963 :  CF Belenenses
- 1963-1968 :  Benfica Lisbonne
- 1968-1969 :  SC Salgueiros

## Palmarès

### En club
Avec Belenenses :
- Vainqueur de la Coupe du Portugal en 1960

Avec le Benfica Lisbonne :
- Champion du Portugal en 1964, 1965, 1967 et 1968
- Vainqueur de la Coupe du Portugal en 1964
- Vainqueur du Trophée Ramón de Carranza en 1963
- Vainqueur de la Petite coupe du monde des clubs en 1965